# FC Tulsa
El FC Tulsa es un equipo de fútbol de los Estados Unidos que juega en la USL Championship, la segunda liga de fútbol más importante del país. Fue fundado en 2013 bajo el nombre de Tulsa Roughnecks FC y juega sus encuentros de local en el ONEOK Field de Tulsa, Oklahoma.

## Historia
Fue fundado el 18 de diciembre del año 2013 bajo el nombre de Tulsa Roughnecks FC en la ciudad de Tulsa, Oklahoma por los hermanos Jeff y Dale Hubbard, propietarios del equipo de ligas menores de baseball Tulsa Drillers, el cual juega en la Texas League. El nombre Roughnecks fue elegido por votación en febrero del 2014 como una forma de recordar al club original de la desaparecida NASL que existió entre 1978 y 1984.
El emblema, colores y uniforme fueron elegidos el 2 de septiembre, los cuales son naranja y azul marino.
El 4 de diciembre de 2019 el club fue renombrado como FC Tusla para la temporada 2020.

## Estadio

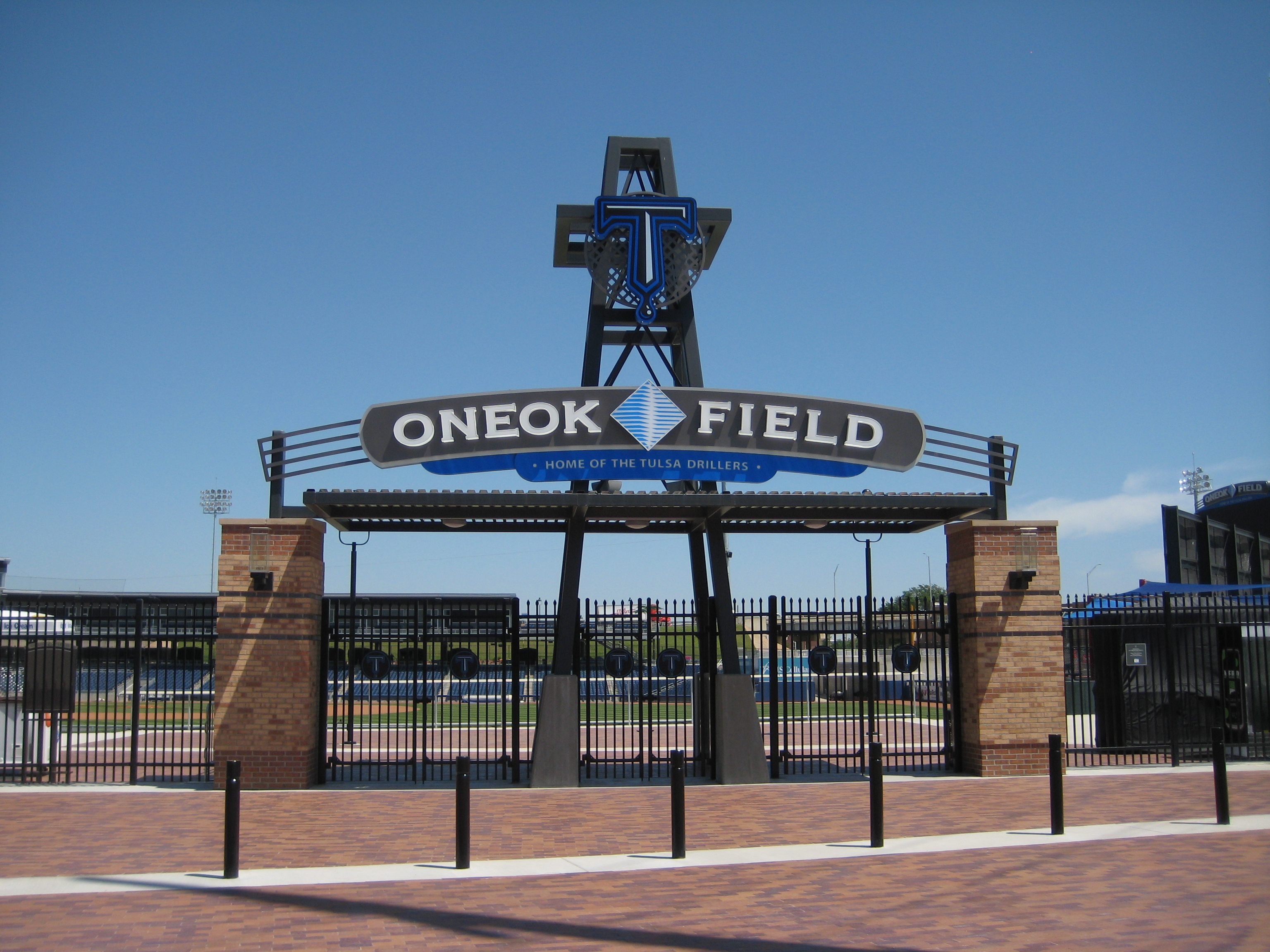
Entrada del ONEOK Field de Tulsa, Oklahoma.

El club jugará sus partidos de local en el ONEOK Field, el mismo escenario que utiliza el Tulsa Drillers y con capacidad para 7.833 espectadores.

## Organigrama deportivo

### Entrenadores
- David Irving (2015-2016)
- David Vaudreuil (2017-2018)[8]
- Michael Nsien (2018-2022)[9]
- Donovan Ricketts (Interino) (2022)
- Blair Gavin (2023)[10]
- Mario Sanchez (2024-presente)[11]

## Trayectoria

### Año a año
| Año                      | División                 | Liga                     | Temporada regular        | Playoffs                        | U.S. Open Cup            | Asistencia promedio      |
| Como Tulsa Toughnecks FC | Como Tulsa Toughnecks FC | Como Tulsa Toughnecks FC | Como Tulsa Toughnecks FC | Como Tulsa Toughnecks FC        | Como Tulsa Toughnecks FC | Como Tulsa Toughnecks FC |
| ------------------------ | ------------------------ | ------------------------ | ------------------------ | ------------------------------- | ------------------------ | ------------------------ |
| 2015                     | 3                        | USL                      | 7°, Oeste                | no clasificó                    | Tercera ronda            | 4,714                    |
| 2016                     | 3                        | USL                      | 15°, Oeste               | no clasificó                    | Segunda ronda            | 3,950                    |
| 2017                     | 2                        | USL                      | 7°, Oeste                | Cuartos de final de conferencia | Cuarta ronda             | 3,851                    |
| 2018                     | 2                        | USL                      | 17°, Oeste               | no clasificó                    | Segunda ronda            | 3,094                    |
| 2019                     | 2                        | USLC                     | 16°, Oeste               | no clasificó                    | Segunda ronda            | 2,031                    |